# Campionati mondiali juniores di sci alpino 1986
I Campionati mondiali juniores di sci alpino 1986, 5ª edizione della manifestazione organizzata dalla Federazione Internazionale Sci, si svolsero in Austria, a Bad Kleinkirchheim, dal 20 al 23 febbraio; il programma incluse gare di discesa libera, slalom gigante, slalom speciale e combinata, sia maschili sia femminili.

## Risultati

### Uomini

#### Discesa libera
| Pos. | Atleta               | Nazione  | Tempo   |
| ---- | -------------------- | -------- | ------- |
| 1    | William Besse        | Svizzera | 1:41,03 |
| 2    | Andreas Evers        | Austria  | 1:41,09 |
| 3    | Roman Siess          | Austria  | 1:41,58 |
| 4    | Peter Wirnsberger II | Austria  | 1:41,64 |
| 5    | Manuel Coppola       | Italia   | 1:41,74 |
| 6    | Thomas Wolf          | Svizzera | 1:42,08 |
| 7    | Mauro Bieler         | Italia   | 1:42,22 |
| 8    | Lukas Perathoner     | Italia   | 1:42,27 |
| 9    | Manuel Mikula        | Austria  | 1:42,33 |
| 10   | Peter Runggaldier    | Italia   | 1:42,38 |

Data: 20 febbraio

#### Slalom gigante
| Pos. | Atleta                 | Nazione    | Tempo   |
| ---- | ---------------------- | ---------- | ------- |
| 1    | Konrad Kurt Ladstätter | Italia     | 2:24,64 |
| 2    | Anders Lundqvist       | Svezia     | 2:24,94 |
| 3    | Richard Kröll          | Austria    | 2:25,01 |
| 4    | Roman Siess            | Austria    | 2:26,47 |
| 5    | Peter Wirnsberger II   | Austria    | 2:26,65 |
| 6    | Thomas Hangl           | Austria    | 2:26,49 |
| 7    | Peter Runggaldier      | Italia     | 2:27,34 |
| 8    | Günter Obkircher       | Austria    | 2:27,40 |
| 9    | Uroš Markič            | Jugoslavia | 2:27,86 |
| 10   | Gerhard Königsrainer   | Italia     | 2:28,22 |

Data: 21 febbraio

#### Slalom speciale
| Pos. | Atleta                 | Nazione        | Tempo   |
| ---- | ---------------------- | -------------- | ------- |
| 1    | Anders Lundqvist       | Svezia         | 1:53,81 |
| 2    | Richard Kröll          | Austria        | 1:56,32 |
| 3    | Peter Wirnsberger II   | Austria        | 1:56,51 |
| 4    | Konrad Kurt Ladstätter | Italia         | 1:56,56 |
| 5    | Thomas Hangl           | Austria        | 1:56,74 |
| 6    | Toshinobu Awano        | Giappone       | 1:57,47 |
| 7    | Ola Lindberg           | Svezia         | 1:57,50 |
| 8    | Tobias Barnerssoi      | Germania Ovest | 1:59,26 |
| 9    | Uroš Markič            | Jugoslavia     | 1:59,66 |
| 10   | Robert Büchel          | Liechtenstein  | 1:59,70 |

Data: 23 febbraio

#### Combinata
| Pos. | Atleta               | Nazione        |
| ---- | -------------------- | -------------- |
| 1    | Peter Wirnsberger II | Austria        |
| 2    | Richard Kröll        | Austria        |
| 3    | Peter Runggaldier    | Italia         |
| 4    | Adrián Bíreš         | Cecoslovacchia |
| 5    | Uroš Markič          | Jugoslavia     |
| 6    | Toshinobu Awano      | Giappone       |
| 7    | Vinzenz Wehrmeister  | Germania Ovest |
| 8    | Dušan Žagar          | Jugoslavia     |
| 9    | David Brule          | Stati Uniti    |
| 10   | Tobias Barnerssoi    | Germania Ovest |

Data: 20-23 febbraio

Classifica stilata attraverso i piazzamenti ottenuti
in discesa libera, slalom gigante e slalom speciale

### Donne

#### Discesa libera
| Pos. | Atleta                | Nazione          | Tempo   |
| ---- | --------------------- | ---------------- | ------- |
| 1    | Hilary Lindh          | Stati Uniti      | 1:40,93 |
| 2    | Astrid Geisler        | Austria          | 1:41,35 |
| 3    | Deborah Compagnoni    | Italia           | 1:41,45 |
| 4    | Ulrike Stanggassinger | Germania Ovest   | 1:42,49 |
| 5    | Lucia Medzihradská    | Cecoslovacchia   | 1:42,62 |
| 6    | Andrea Salvenmoser    | Austria          | 1:42,67 |
| 7    | Ol'ga Vedjaševa       | Unione Sovietica | 1:42,70 |
| 8    | Annick Chappot        | Svizzera         | 1:42,85 |
| 9    | Emi Kawabata          | Giappone         | 1:43,10 |
| 10   | Lara Magoni           | Italia           | 1:43,60 |

Data: 20 febbraio

#### Slalom gigante
| Pos. | Atleta                | Nazione        | Tempo   |
| ---- | --------------------- | -------------- | ------- |
| 1    | Lucia Medzihradská    | Cecoslovacchia | 2:06,61 |
| 2    | Birgit Eder           | Austria        | 2:07,36 |
| 3    | Annick Chappot        | Svizzera       | 2:07,59 |
| 4    | Dasa Šegula           | Jugoslavia     | 2:07,90 |
| 5    | Astrid Geisler        | Austria        | 2:08,06 |
| 6    | Katjuša Pušnik        | Jugoslavia     | 2:08,45 |
| 7    | Veronika Šarec        | Jugoslavia     | 2:08,48 |
| 8    | Nathalie Bouvier      | Francia        | 2:08,71 |
| 9    | Ulrike Stanggassinger | Germania Ovest | 2:09,07 |
| 10   | Birgit Amort          | Germania Ovest | 2:09,22 |

Data: 21 febbraio

#### Slalom speciale
| Pos. | Atleta              | Nazione        | Tempo   |
| ---- | ------------------- | -------------- | ------- |
| 1    | Christa Hartmann    | Austria        | 1:31,92 |
| 2    | Lucia Medzihradská  | Cecoslovacchia | 1:32,13 |
| 3    | Birgit Eder         | Austria        | 1:32,28 |
| 4    | Pavlina Schimmerová | Cecoslovacchia | 1:32,67 |
| 5    | Katjuša Pušnik      | Jugoslavia     | 1:32,95 |
| 6    | Sandra Burn         | Svizzera       | 1:32,98 |
| 7    | Krista Schmidinger  | Stati Uniti    | 1:33,06 |
| 8    | Kari Myhre          | Norvegia       | 1:33,14 |
| 9    | Dasa Šegula         | Jugoslavia     | 1:33,15 |
| 10   | Nina Rosen          | Svezia         | 1:33,18 |

Data: 22 febbraio

#### Combinata
| Pos. | Atleta                | Nazione        |
| ---- | --------------------- | -------------- |
| 1    | Lucia Medzihradská    | Cecoslovacchia |
| 2    | Annick Chappot        | Svizzera       |
| 3    | Ulrike Stanggassinger | Germania Ovest |

Data: 20-22 febbraio

Classifica stilata attraverso i piazzamenti ottenuti
in discesa libera, slalom gigante e slalom speciale

## Medagliere per nazioni
| Pos. | Nazione        | Oro | Argento | Bronzo | Totale |
| ---- | -------------- | --- | ------- | ------ | ------ |
| 1    | Austria        | 2   | 5       | 4      | 11     |
| 2    | Cecoslovacchia | 2   | 1       | 0      | 3      |
| 3    | Svizzera       | 1   | 1       | 1      | 3      |
| 4    | Svezia         | 1   | 1       | 0      | 2      |
| 5    | Italia         | 1   | 0       | 2      | 3      |
| 6    | Stati Uniti    | 1   | 0       | 0      | 1      |
| 7    | Germania Ovest | 0   | 0       | 1      | 1      |